# Mount Airey (Palmerland)
Mount Airey ist ein 1440 m hoher Nunatak an der Lassiter-Küste des Palmerlands auf der Antarktischen Halbinsel. Er ragt 10 km westlich des Johnston Spur am östlichen Ende der Guettard Range auf. Der Nunatak nimmt ein Gebiet von 20 km² ein und hat einige Grate.
Das UK Antarctic Place-Names Committee benannte ihn 2015. Namensgeber ist Malcolm Airey vom British Antarctic Survey, der von 2014 bis 2015 als Feldforschungsassistent in diesem Gebiet tätig war.